# الفخار (بلنسية)
الفخَّار هي بلدية في منطقة بلنسية في إسبانيا.